# Blutentnahmeröhrchen
Ein Blutentnahmeröhrchen dient in der Medizin als Probenbehältnis zur Entnahme und Aufbereitung von Blutproben. Ähnlich aufgebaut sind Systeme für Urinproben. Weiterhin ermöglicht es den unkomplizierten Transport und auch die kurzfristige Lagerung der entnommenen Proben.
Blutentnahmeröhrchen werden aus transparentem Kunststoff gefertigt und sind an der Spitze mit einem speziellen Anschluss ausgestattet. Unter anderem gibt es Adapter für das Luer-Lock-System.

## Aufbau und Funktionsweise

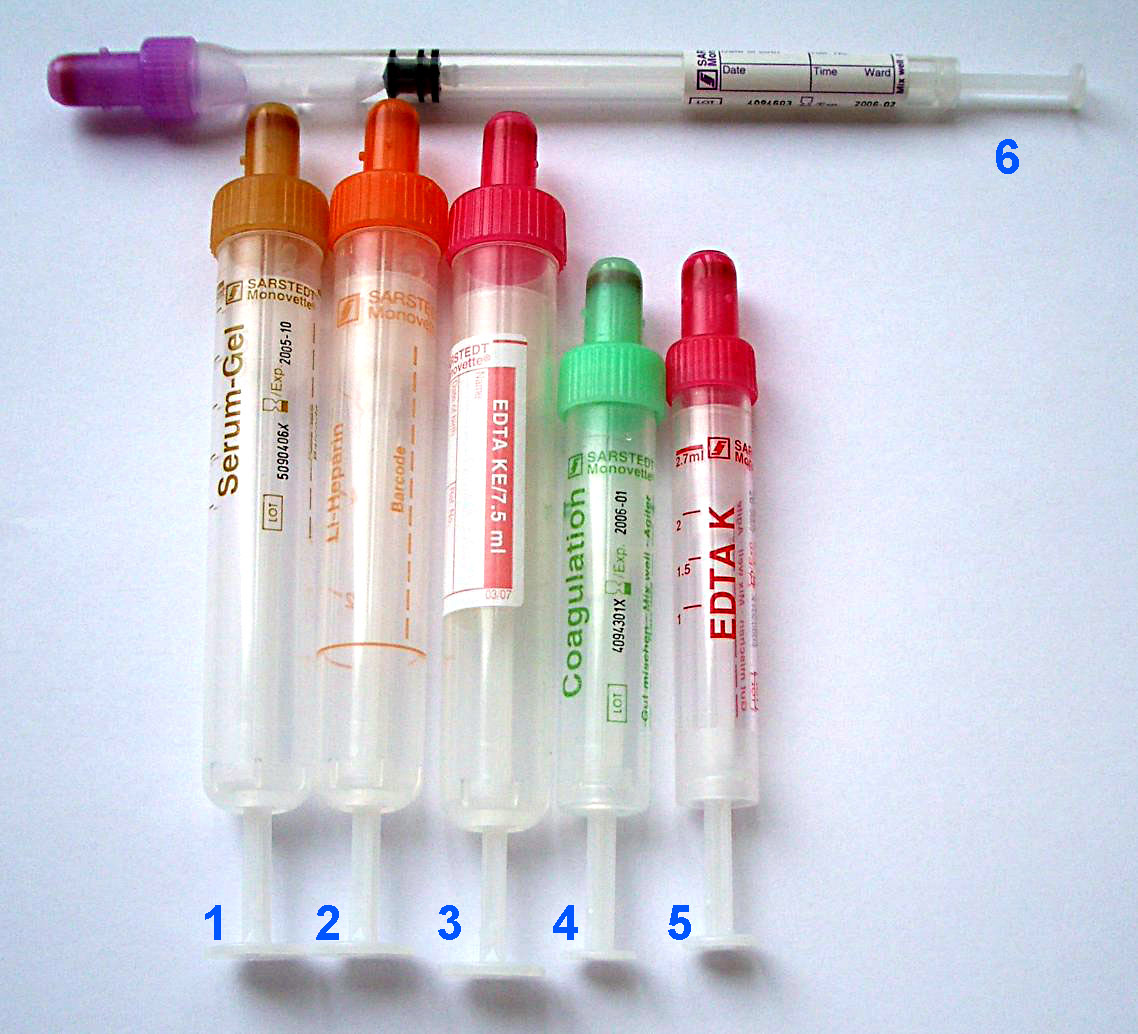
Blutentnahmeröhrchen des Aspirationsprinzips. Die verschiedenen Farbcodierung nach EN 14820 entsprechen den unterschiedlichen Funktionen:
(1) Serum-Gel-Röhrchen (braun)
(2) Heparin-Röhrchen (orange)
(3) EDTA-Röhrchen (rot, groß)
(4) Citrat-Gerinnungsröhrchen (grün)
(5) EDTA-Röhrchen (rot, klein)
(6) BSG-(Citrat)-Röhrchen (lila)

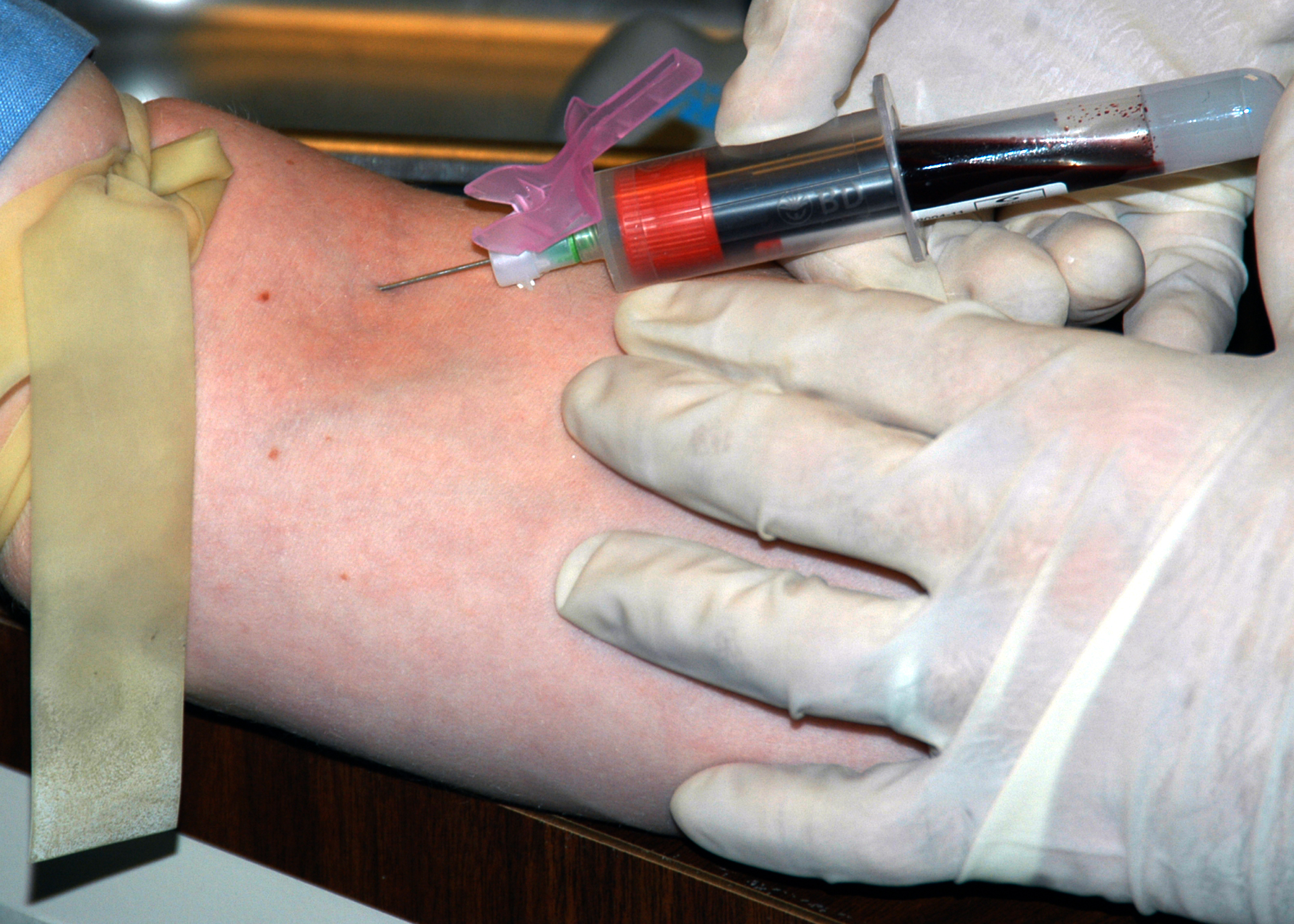
Blutentnahme nach dem Unterdruck-Prinzip

Es existieren zwei prinzipiell verschiedene Systeme, die durch Aspiration oder Unterdruck die Proben aufnehmen. Für beide Systeme gibt es Röhren mit verschiedenen Zusätzen, die normiert und farbcodiert sind.

### Aspirationssystem
Ein Blutentnahmeröhrchen nach diesem System (z. B. Kabevette, Monovette) entspricht dem Aufbau einer Spritze. Durch Herausziehen des Stempels entsteht ein Unterdruck, der die Blutentnahme beschleunigt. Der Stempel kann nach vollständigem Herausziehen abgeknickt werden, was das Versenden und Aufbewahren der Monovette durch Verkürzung ihrer Länge vereinfacht. Da der Kolben bei vollständigem Zurückziehen einrastet, kann mit einer Monovette auch vor der Punktion schon ein Unterdruck erzeugt werden, sodass man mit einer Monovette auch nach dem Unterdruckprinzip Blut abnehmen kann, wobei aber zuerst die Kanüle in das Blutgefäß eingeführt werden muss und erst dann die Monovette angeschlossen werden darf, da ansonsten aufgrund eines Druckausgleichs über die Kanüle kein Unterdruck in der Monovette mehr herrscht.
Eine Monovette kann also sowohl nach dem Aspirationsprinzip als auch dem Unterdruckprinzip benutzt werden.

### Unterdrucksystem
Innerhalb des Probengefäßes dieses Typs (z. B. Vacuette, Vacutainer) herrscht von vornherein ein Unterdruck. Wird es auf den mit der Punktionskanüle verbundenen Adapter gesteckt, wird durch diesen Unterdruck das Blut angesaugt. Ein Vorteil dieses Systems ist, dass die angesaugte Blutmenge konstanter ist als bei der Monovette. Nachteil gegenüber dem Aspirationssystem ist, dass der aufgebaute Unterdruck zur Blutentnahme nicht variiert und den Venenverhältnissen angepasst werden kann.

## Farbkodierung
siehe auch: Blutabnahme – Probenbehältnisse
Je nach verwendetem Zusatzstoff zur Hemmung der Blut-Gerinnung (abhängig von der gewünschten Analyseform) unterscheidet man verschiedene Arten von Entnahme-Röhrchen:
- Citrat (grün (Monovette) oder hellblau (Unterdruck), z. B. für INR- / Quick-, PTT-, D-Dimere-Bestimmung)
- EDTA (rot (Monovette) oder lila (Unterdruck), z. B. für das Blutbild, HbA1c oder Blutgruppenbestimmung)
- Lithium-Heparin (gelb-orange (Monovette) oder grün (Unterdruck), für klinische Chemie)
- Serum-Gel (braun (Monovette) oder rot (Unterdruck), für klinische Chemie, Serologie)
- Natriumcitrat (lila (Monovette, auch Sedivette genannt) oder schwarz (Unterdruck), speziell geformtes Röhrchen zur Bestimmung der Blutsenkungsreaktion)
- Natriumfluorid (hellgelb (Monovette) oder grau (Unterdruck), z. B. für Lactat oder Glucose)